# АН-94
5,45-мм автомат Никонова обр. 1987 г. (АН-94 «Абака́н», Индекс ГРАУ — 6П33) — советский и российский автомат, разработанный Г. Н. Никоновым.

## Конструкция
Автомат АН-94 сконструирован по классической схеме — с размещением магазина впереди рукоятки. Состоит из кожуха-ложа, в котором располагается стреляющий подвижный агрегат, рукоятки пистолетного типа со спусковым механизмом, крепящейся к кожуху снизу, и приклада. Стреляющий агрегат состоит из ствола и ствольной коробки, внутри которой располагается затворная рама, затвор и курок. Автоматика работает за счёт свободного отката подвижного стреляющего агрегата с приводом от газового двигателя затворной рамы. Запирание ствола при выстреле — поворотом затвора. Раздельные предохранитель и переводчик огня находятся с левой стороны автомата над спусковой скобой.
Автомат может вести огонь режимами стрельбы:
1. стрельба одиночными выстрелами;
2. стрельба очередями с отсечками по 2 патрона;
3. автоматический огонь.

Корпус изготовлен из стали и ударопрочного пластика. Приклад пластмассовый, складной. Подствольный гранатомёт крепится к направляющей стреляющего агрегата. Крепление штык-ножа расположено не снизу, как у АК, а справа, что позволяет устанавливать гранатомёт, не снимая штык-ножа. Кроме того, в рукопашной горизонтальное положение лезвия штык-ножа позволяет ему легче проникать в грудную клетку, проходя между рёбрами. 
Основной прицел диоптрический, регулируемый. Целик мушки складной. Возможна установка специальных тритиевых светящихся капсул для стрельбы при плохой освещенности. В непрозрачных корпусах капсул сделаны прорези, стрелку нужно совместить горизонтальную светящуюся линию на мушке с двумя горизонтальными светящимися линиями на целике. На конце ствола находится дульный компенсатор замкнутого типа, выполненный в виде повернутой на 90 градусов «восьмёрки». Такая форма способствует самоочистке ствола при ведении огня. Также на автомат могут устанавливаться оптические и ночные прицелы (штатным оптическим прицелом является 1П29).
Автомат снаряжается штатными магазинами от АК-74 (30 патронов), РПК-74 (45 патронов) либо новыми четырёхрядными магазинами на 60 патронов. Магазины крепятся не вертикально снизу, а с небольшим наклоном вправо.
АН-94 — оружие со смещённым импульсом отдачи: для исключения воздействия отдачи на точность и кучность стрельбы конструкция разработана так, чтобы задержать воздействие отдачи на положение оружия до момента, когда выстреленные пули покинут ствол. Автомат выполнен по «лафетной схеме», принцип задержки отдачи заимствован из артиллерии, где ствол откатывается при выстреле вместе с затвором.
Стреляющий агрегат подвижно закреплён на направляющих кожуха. При первом выстреле он под действием отдачи начинает смещаться назад. Пороховые газы толкают затворную раму назад, одновременно, соединенный с ней тросом (через блок) выталкиватель двигается вперед, подавая следующий патрон на подаватель (впереди магазина и позади патронника). При крайнем заднем положении затворной рамы, затвор оказывается позади патрона в подавателе. При движении затворной рамы вперед происходит досылание патрона из подавателя в патронник. Сразу после досылания производится второй выстрел. К моменту, когда стреляющий агрегат достигает крайнего заднего положения и стрелок ощущает отдачу, первые две пули уже успевают покинуть ствол, таким образом, во время их выстреливания автомат практически не качается, и точка прицеливания не смещается. Скорострельность для первых двух выстрелов очереди достигает 1800 выстрелов в минуту. Если автомат находится в режиме автоматического огня, далее механизм работает по схеме «один выстрел за цикл», то есть стреляющий агрегат под действием возвратной пружины возвращается в крайнее переднее положение, досылая очередной патрон, стреляет, а затем происходит полный цикл отката ствола и перезарядки без второго выстрела при откате, при этом удара стреляющего агрегата о заднюю стенку кожуха не происходит. Скорострельность при этом снижается до 600 выстрелов в минуту. Таким образом, при стрельбе очередями более чем по два патрона только первые два выстрела производятся до смещения прицельной линии.

## Характеристика

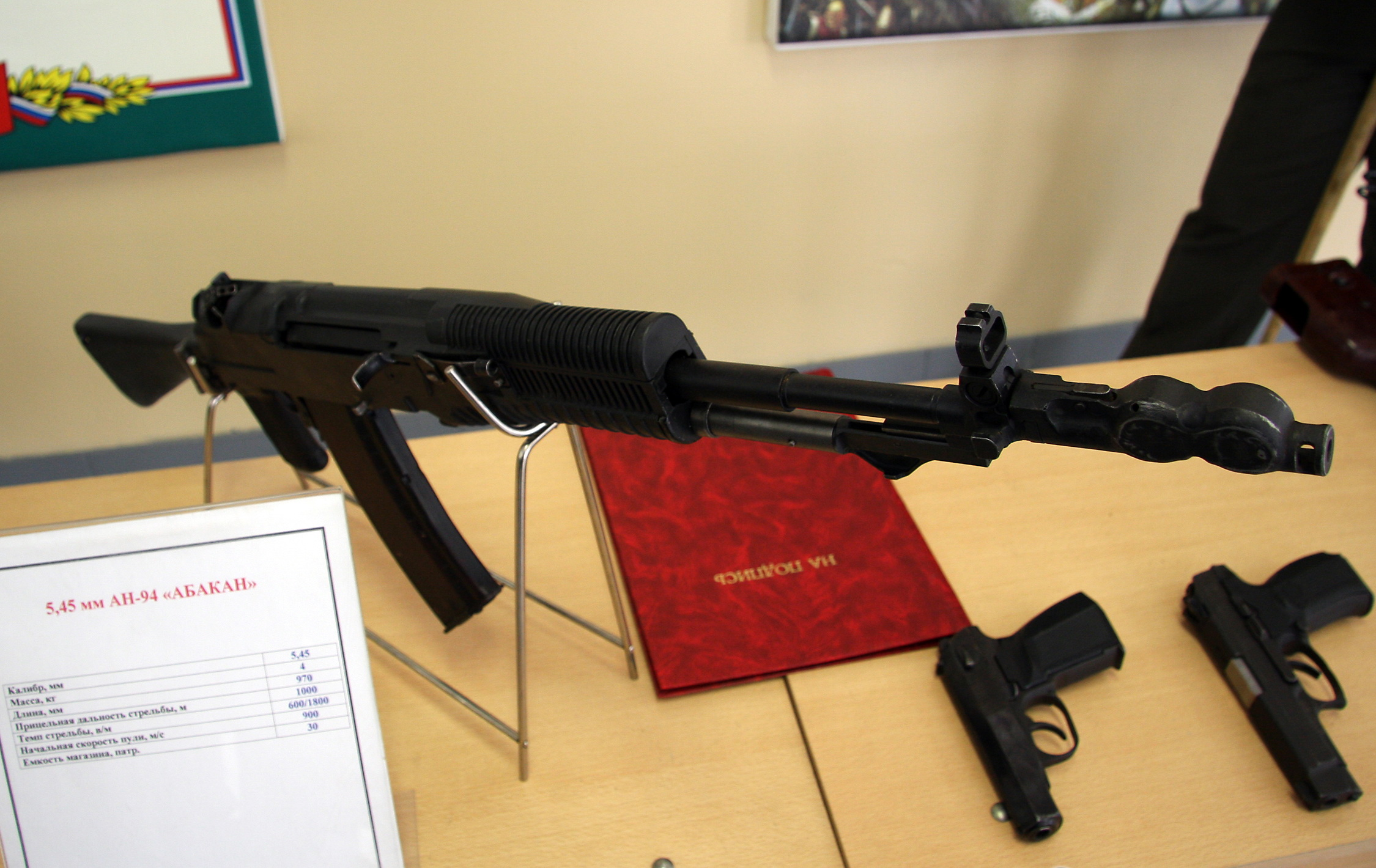
АН-94 «Абакан» на Дне призывника-2009 в 27-й ОМСБр

Автомат отличается высокой точностью и кучностью стрельбы. Высокий темп первых двух выстрелов положительно сказывается как на точности, так и на эффективности стрельбы (по сравнению со стрельбой одиночными значительно повышается убойное, останавливающее действие и бронепробиваемость, повышается вероятность поражения защищённых целей). Отдача при стрельбе фиксированными очередями практически не сказывается на точности стрельбы, возможно ведение прицельного огня без упора автомата в плечо. Наиболее эффективен АН-94 при стрельбе фиксированными очередями из неустойчивых положений и в движении. Однако следует учитывать, что смещение импульса отдачи позволяет скомпенсировать отдачу только от первых двух выстрелов. При стрельбе длинными очередями эффект компенсации отдачи практически отсутствует, и АН-94 оказывается по точности и разбросу пуль на одном уровне с АК-74.
В режиме огня одиночными выстрелами АН-94 несколько превосходит АК-74 за счёт большей длины прицельной линии.
К недостаткам АН-94 относят высокую сложность конструкции: при разборке он разделяется на 13 деталей, среди которых две пружины, тросик и ролик. Кроме того АН-94 сильно страдает от задержек. При всей сложности конструкции Никонову удалось достичь достаточно высокой надёжности своего автомата для использования, он вполне наравне с другими автоматами, например с HK G36, который страдает от перегрева и также не является выдающимся по надёжности.
Дульный компенсатор выполняет свою роль, но чистить его крайне неудобно.
Высказывалось мнение, что АН-94 победил в конкурсе только за счёт точности короткой очереди, а на эксплуатационные характеристики никто не обращал внимания. Это не соответствует действительности. Надёжность соответствовала требованиям комиссии, также требования конкурса заключались в обеспечении лучшей, по сравнению с АК, точности стрельбы короткими очередями из неустойчивого положения.

## История
В 1978 году Министерство обороны СССР объявило конкурс на создание автоматического оружия, превосходящего по боевым качествам находившийся на вооружении АК-74. Основным требованием было повышение эффективности стрельбы, в том числе из неудобных положений: на ходу, с колена, без упора. В результате предварительного изучения была принята для дальнейшей разработки схема со смещением импульса отдачи.
В 1981 году был объявлен конкурс «Абакан», в котором участвовало двенадцать моделей. По результатам конкурса был признан наиболее перспективным автомат АС (автомат со смещённым импульсом отдачи), разработанный Геннадием Никоновым. К 1986 году автомат Никонова был доработан и получил название «АСМ» (автомат со смещённым импульсом, модернизированный).
В 1991 году АСМ прошёл государственные испытания в Таманской дивизии, показав, по сравнению с АК-74, значительное увеличение точности стрельбы фиксированными очередями, даже из неудобных положений. По результатам испытаний он был рекомендован к принятию на вооружение. Однако процесс затянулся.
В 1997 году АСМ был принят на вооружение Российской армии под наименованием «5,45-мм автомат Никонова обр. 1994 г. (АН-94)». Автомату было присвоено имя конкурса, в котором он победил — «Абакан». С 1998 года АН-94 производился на Ижевском машиностроительном заводе малыми партиями. Снят с производства в 2008 году.
Хотя первоначальные планы (1980-х годов) предполагали полное перевооружение армии новыми автоматами, модификации автомата Калашникова остались на вооружении. Сыграли роль как техническая сложность автомата, так и экономические причины.

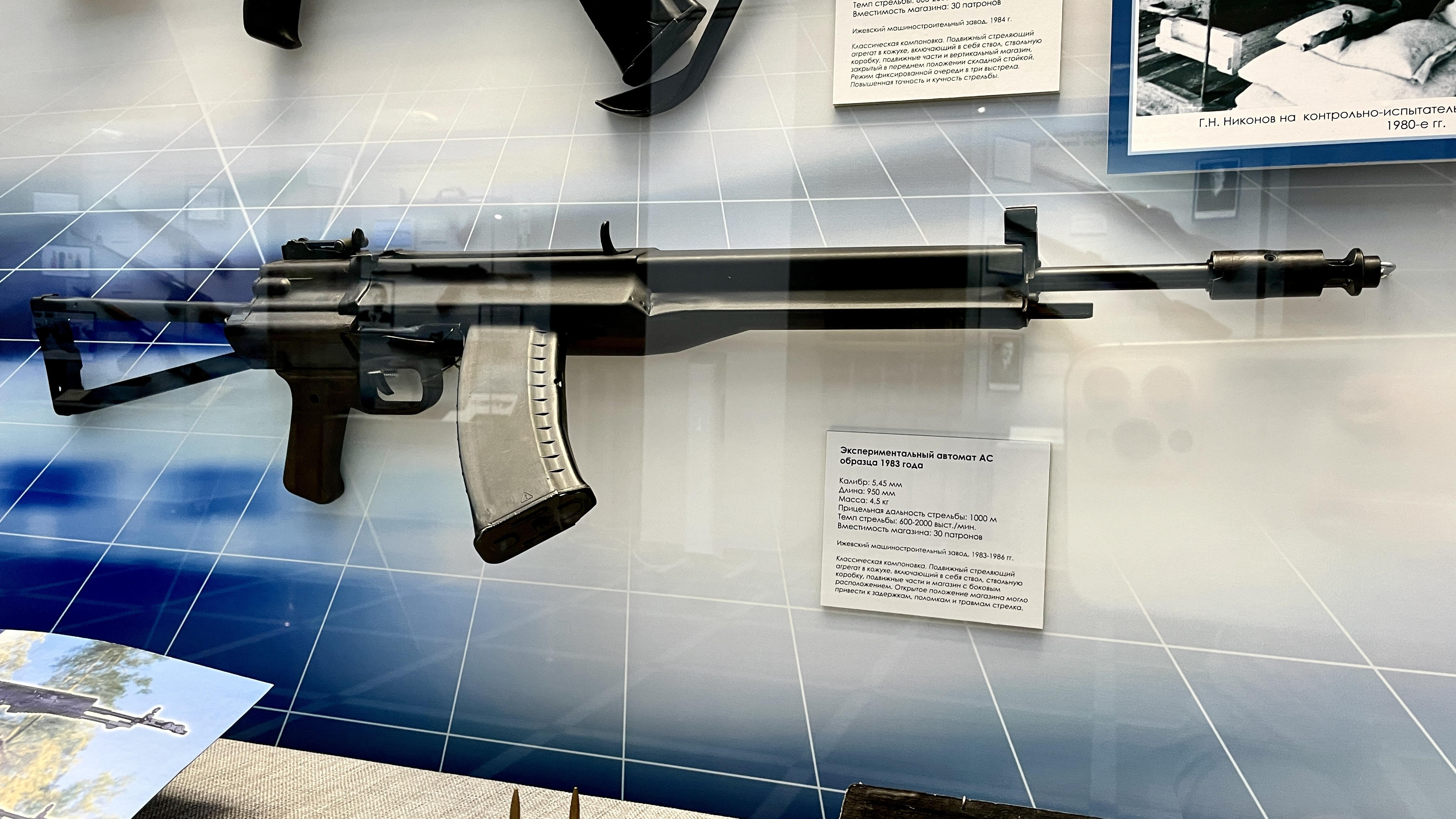
Опытный автомат АС (Вариант ОА-222) 1983 года в Музее Калашникова
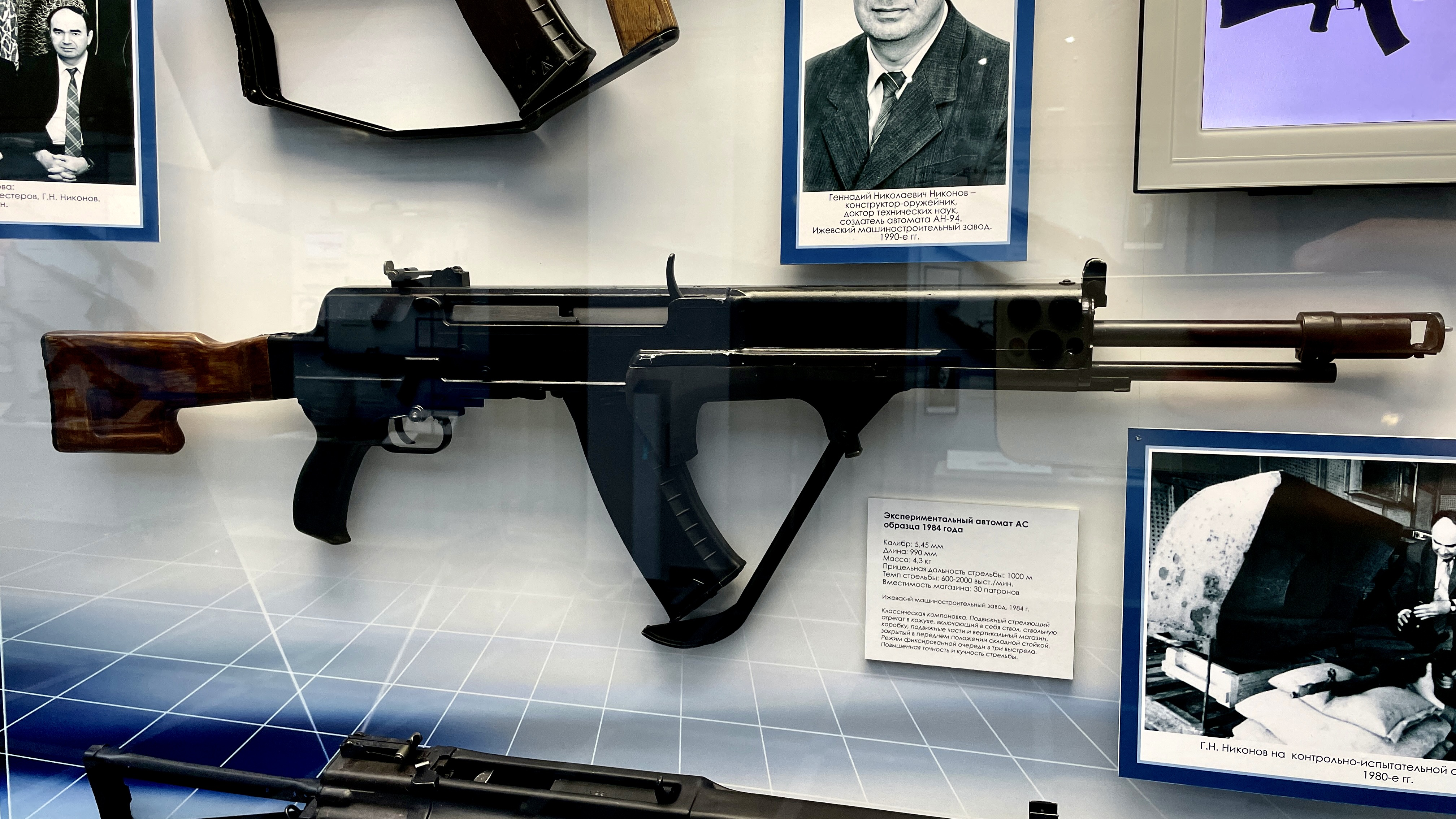
Опытный автомат АС (Вариант ПУ-192) 1984 года в Музее Калашникова
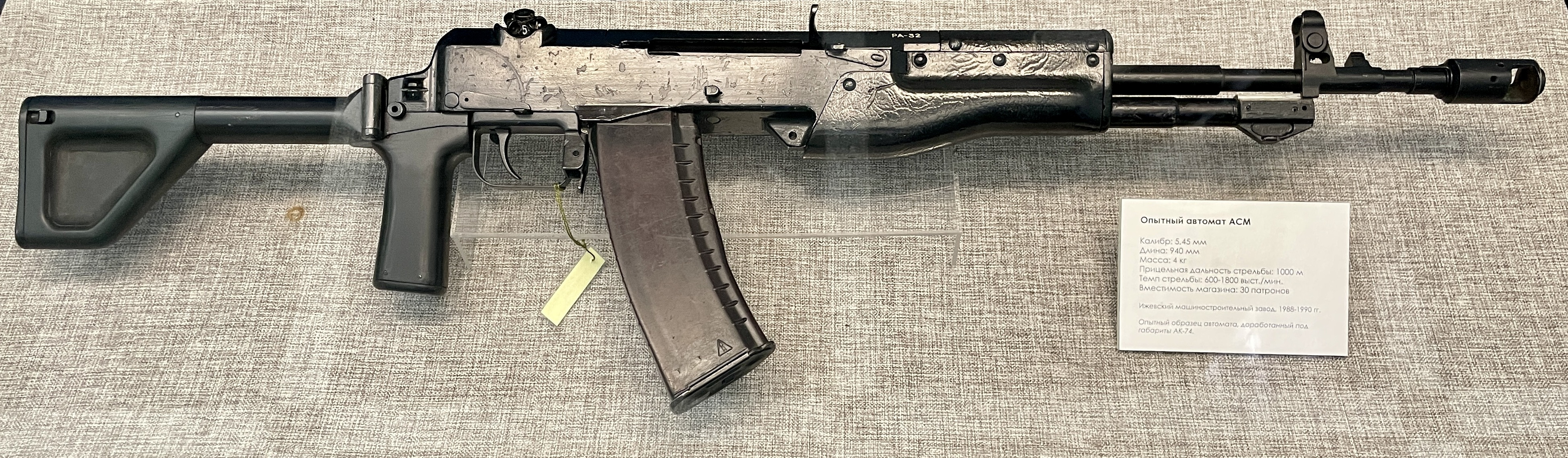
Опытный автомат АСМ в Музее Калашникова
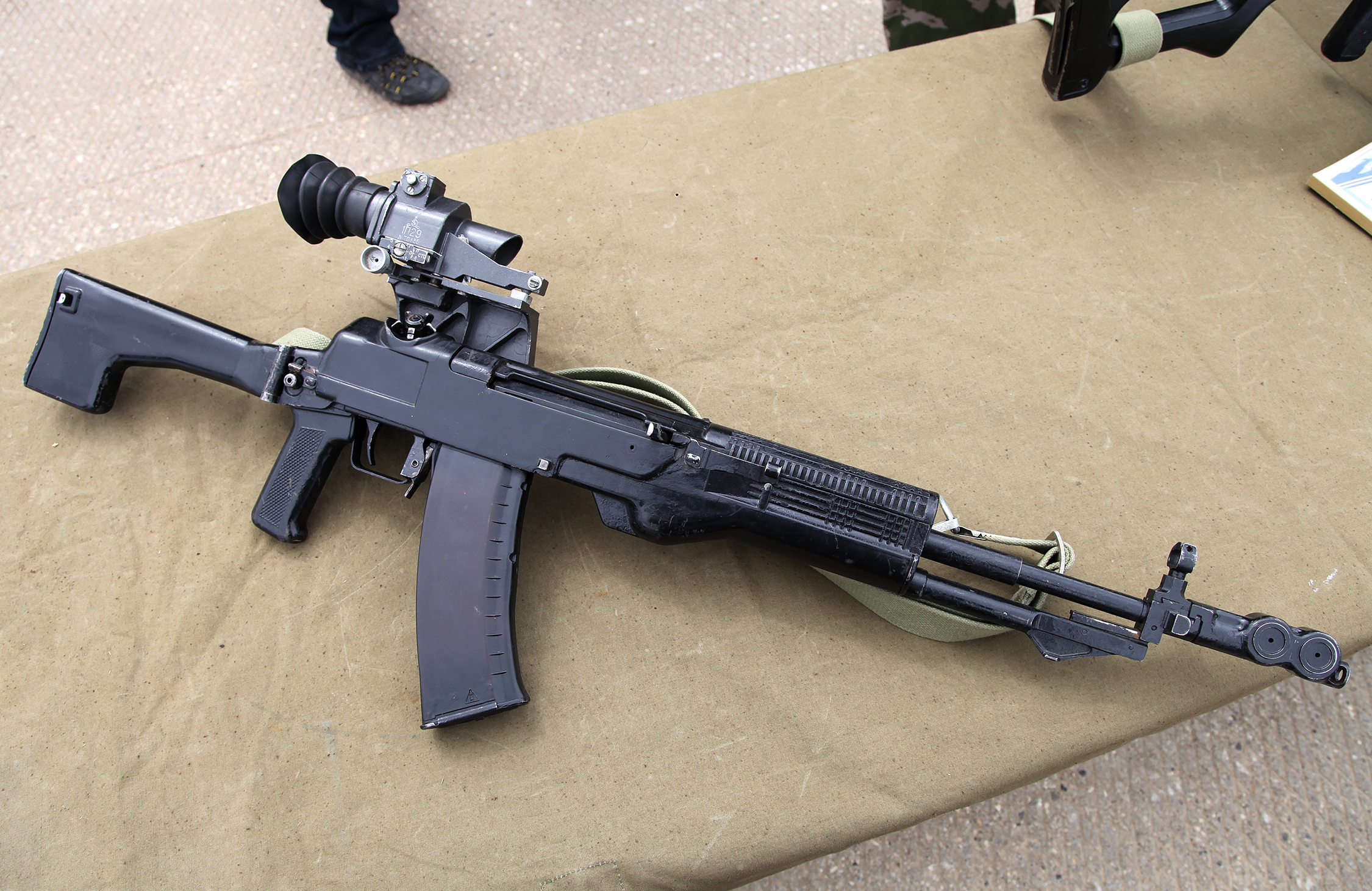
Опытный автомат АСМ (Вариант ЛИ-291) с прицелом 1П29 на Чемпионате по танковому биатлону-2014
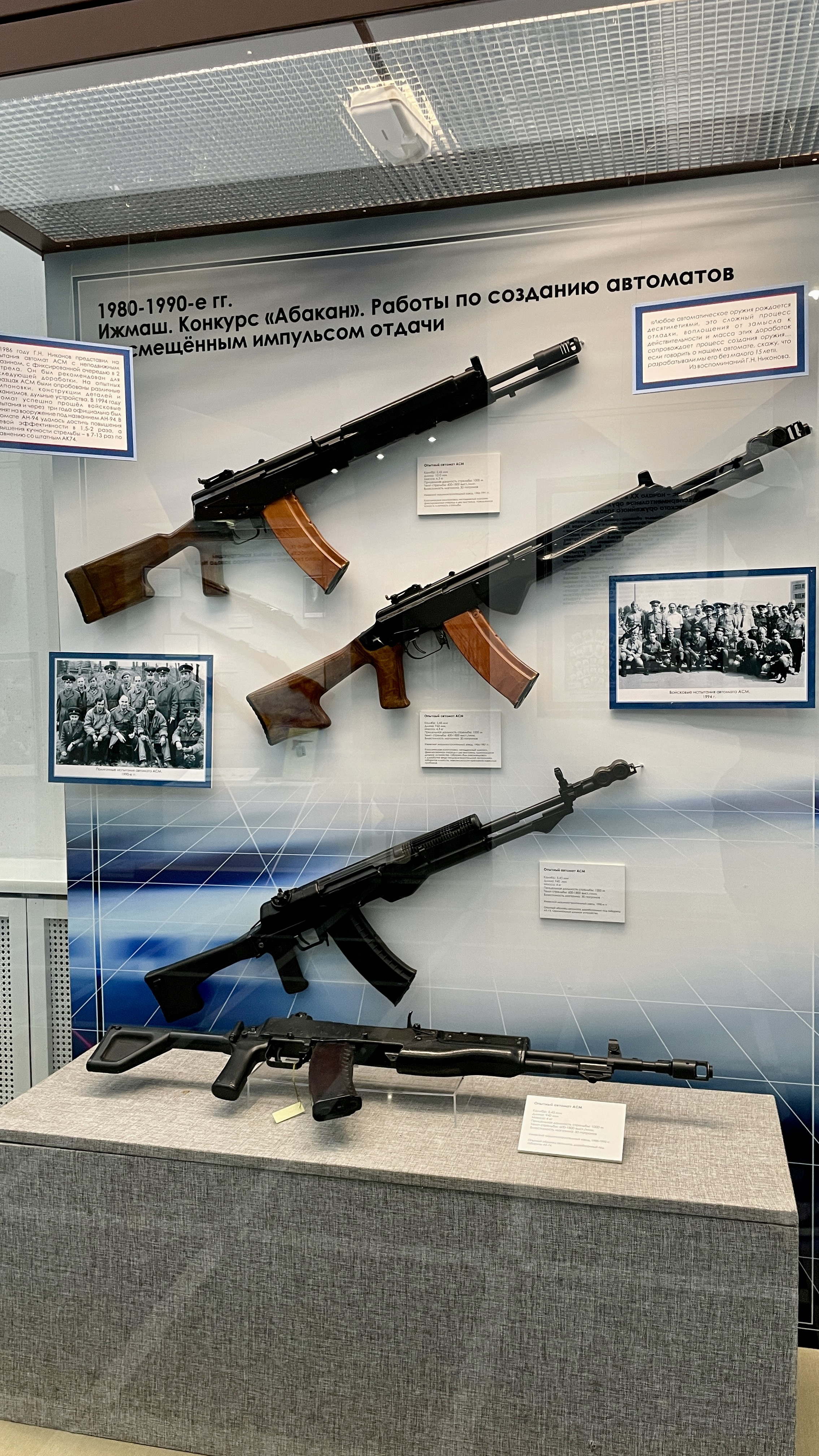
Варианты АСМ в Музее Калашникова

## Применение
- Россия: Отдельные подразделения Вооружённых сил РФ и МВД
  - 1-й отряд специального назначения внутренних войск «Витязь» (на 2000 год)[9]
  - Спецподразделения ДОН (на 2000 год)[9]
  - Ижевский СОБР (на 2000 год)[9]
  - Группа «Альфа» ЦСН ФСБ
  - Федеральная служба исполнения наказаний[10]

Поскольку автомат предъявляет повышенные требования к умению и оружейной культуре стрелка, им пользуются ограниченно российские воинские части и спецподразделения. Полный переход на АН-94 не планируется.

## Перспективы

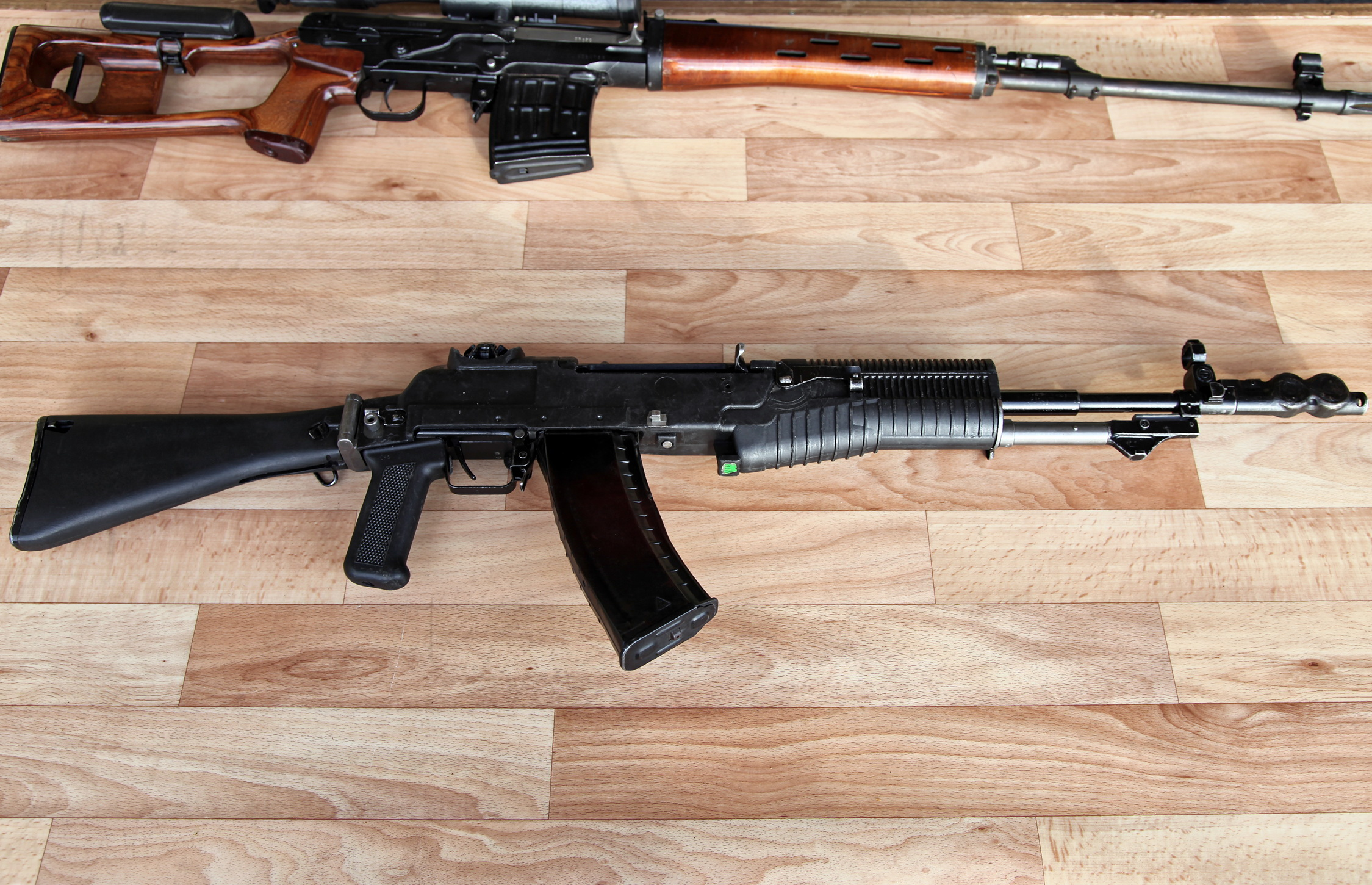
СВД (сверху) и АН-94 Абакан на праздновании 70-летия победы в Сталинградской битве в ЦНИИТОЧМАШ

Дальнейшие перспективы автомата не вполне ясны. С одной стороны, он обладает некоторыми явными преимуществами как перед находящимися на вооружении модификациями АК, так и перед другими опытными образцами, а также превосходит многие образцы стрелкового оружия, находящиеся на вооружении других государств. С другой стороны, сложность конструкции (и, соответственно, длительность обучения стрелков) препятствует использованию АН-94 для вооружения призывников. Кроме того, преимущества АН-94 проявляются, главным образом, не в штурмовом бою, а при обороне укреплённых пунктов и специальных операциях (там, где более важна не высокая плотность относительно кучного огня, а надёжное поражение единичных целей).
Кроме того, существуют альтернативные конструкции, которые могут быть с бо́льшим успехом использованы для массового перевооружения армии. Возможным конкурентом АН-94 в этой области является АЕК-971 — автомат со сбалансированной автоматикой. АЕК-971 имеет несколько худшую, чем «Абакан», кучность в короткой очереди, но при стрельбе длинными очередями превосходит как АК-74, так и «Абакан», и при этом конструктивно проще, дешевле, и легче АН-94. Существуют также модификации АК-107 и АК-108, имеющие, аналогично АЕК, сбалансированную автоматику.
В сентябре 2013 года для комплекта боевой экипировки «Ратник» были объявлены государственные испытания новых автоматов разных отечественных производителей с целью замены АК-74М. Предпочтение среди кандидатов отдали автомату со сбалансированной автоматикой А-545 завода имени Дегтярёва, созданному на основе АЕК-971. Среди кандидатов АН-94 не был упомянут.

## В культуре
- В серии игр S.T.A.L.K.E.R. встречается автомат «Обокан», прототипом которого считается автомат АН-94. В игре он использует стандартные патроны 5,45x39 мм, а также бронебойные модификации ПП и БС (индексы ГРАУ — 7Н10 и 7Н24 соответственно). Оружие в игре отличается высокой точностью стрельбы[12].